# Stein am Rhein (Schiff, 1956)
Die Stein am Rhein ist das älteste Schiff der Schweizerischen Schifffahrtsgesellschaft Untersee und Rhein (URh), welches noch regelmässig für Kursfahrten eingesetzt wird. Der Heimathafen ist Schaffhausen.

## Geschichte
Nach dem Zweiten Weltkrieg bestand die URh-Flotte noch aus fünf Schiffen, von denen zwei Dampfschiffe noch aus der Zeit vor dem Ersten Weltkrieg stammten. Die Schiffe genügten dem gestiegenen Verkehrsaufkommen nicht mehr. Der Verwaltungsrat beschloss deshalb, zwei neue Motorschiffe in Dienst zu stellen. 
Die Bodan-Werft lieferte 1956 die Kreuzlingen aus. 1957 folgte das Schwesterschiff, die Stein am Rhein. Es ersetzte das 87-jährige Dampfschiff Hohenklingen. Die Jungfernfahrt der Stein am Rhein, fand am 6. April 1957 statt. Bis zur Indienststellung 1965 der Thurgau war die Stein am Rhein während acht Jahren das Flaggschiff der URh-Flotte.
Nachdem 1998 die neue Munot in Betrieb genommen wurde, verkaufte die Schweizerische Schifffahrtsgesellschaft Untersee und Rhein die Kreuzlingen an die «Electronic Print Handels AG» in Diessenhofen, welche es seit August 2002 als Charter- und Tagungsschiff einsetzt. Den Verkaufserlös benutzte die Reederei für die umfassende Überholung der Stein am Rhein im Jahr 2000.

## Namensgebung
Das Schiff ist nach dem mittelalterlichen Städtchen Stein am Rhein benannt.

## Technische Details
Die Stein am Rhein ist ein Zweisalonschiff und war ursprünglich baugleich zu seinem Schwesterschiff Kreuzlingen.
Um auch bei Hochwasser die Durchfahrt unter der Rheinbrücke Diessenhofen–Gailingen zu gewährleisten, lassen sich, wie bei allen URh-Schiffen ausser der MS Konstanz, das Dach des Steuerhauses sowie das Sonnendach absenken.
Das Schiff bietet insgesamt 234 Passagieren einen Sitzplatz, davon befinden sich 100 Plätze in den beiden Sälen. 78 Aussenplätze sind gedeckt und 56 ungedeckt.